# Billets de banque espagnols
Liste des billets de banque émis en Espagne.
- Real du XIIIe siècle à janvier 1956
- Escudo du 26 juin 1864 au 19 mars 1874
- Peseta du 19 octobre 1868 au 28 février 2002
- Euro depuis le 1er janvier 2002

Du 19 mars 1874 au 1er janvier 2002, la Banque d'Espagne est l'unique établissement autorisé à émettre pièces et billets de banque. Durant la guerre d'Espagne, des billets de nécessité furent émis par les autorités régionales, locales, entreprises et coopératives. À partir de 2002, c'est la Banque centrale européenne et les banques nationales des pays de la zone euro qui obtiennent l'autorisation d'émission de la monnaie européenne. Les billets émis par l’Espagne sont reconnaissable à la lettre V au commencement du numéro de série. Cependant l'identifiation a été supprimé à partir de la deuxième série de billets en euros dite Europe.

## Liste des billets par séries
| Série 1874 - République espagnole | Série 1874 - République espagnole | Série 1874 - République espagnole | Série 1874 - République espagnole | Série 1874 - République espagnole | Série 1874 - République espagnole | Série 1874 - République espagnole | Série 1874 - République espagnole | Série 1874 - République espagnole | Série 1874 - République espagnole | Série 1874 - République espagnole | Série 1874 - République espagnole | Série 1874 - République espagnole |
| La série de billets de 1874 fut émise dans la nouvelle unité monétaire, la peseta. La Banque d'Espagne venait d’obtenir le privilège d'exclusivité d'émission pour la toute jeune république espagnole. | La série de billets de 1874 fut émise dans la nouvelle unité monétaire, la peseta. La Banque d'Espagne venait d’obtenir le privilège d'exclusivité d'émission pour la toute jeune république espagnole. | La série de billets de 1874 fut émise dans la nouvelle unité monétaire, la peseta. La Banque d'Espagne venait d’obtenir le privilège d'exclusivité d'émission pour la toute jeune république espagnole. | La série de billets de 1874 fut émise dans la nouvelle unité monétaire, la peseta. La Banque d'Espagne venait d’obtenir le privilège d'exclusivité d'émission pour la toute jeune république espagnole. | La série de billets de 1874 fut émise dans la nouvelle unité monétaire, la peseta. La Banque d'Espagne venait d’obtenir le privilège d'exclusivité d'émission pour la toute jeune république espagnole. | La série de billets de 1874 fut émise dans la nouvelle unité monétaire, la peseta. La Banque d'Espagne venait d’obtenir le privilège d'exclusivité d'émission pour la toute jeune république espagnole. | La série de billets de 1874 fut émise dans la nouvelle unité monétaire, la peseta. La Banque d'Espagne venait d’obtenir le privilège d'exclusivité d'émission pour la toute jeune république espagnole.                                                                         | La série de billets de 1874 fut émise dans la nouvelle unité monétaire, la peseta. La Banque d'Espagne venait d’obtenir le privilège d'exclusivité d'émission pour la toute jeune république espagnole. | La série de billets de 1874 fut émise dans la nouvelle unité monétaire, la peseta. La Banque d'Espagne venait d’obtenir le privilège d'exclusivité d'émission pour la toute jeune république espagnole. | La série de billets de 1874 fut émise dans la nouvelle unité monétaire, la peseta. La Banque d'Espagne venait d’obtenir le privilège d'exclusivité d'émission pour la toute jeune république espagnole. | La série de billets de 1874 fut émise dans la nouvelle unité monétaire, la peseta. La Banque d'Espagne venait d’obtenir le privilège d'exclusivité d'émission pour la toute jeune république espagnole. | La série de billets de 1874 fut émise dans la nouvelle unité monétaire, la peseta. La Banque d'Espagne venait d’obtenir le privilège d'exclusivité d'émission pour la toute jeune république espagnole. | La série de billets de 1874 fut émise dans la nouvelle unité monétaire, la peseta. La Banque d'Espagne venait d’obtenir le privilège d'exclusivité d'émission pour la toute jeune république espagnole. |
| Image | Image | Valeur | Dimensions | Couleur principale | Description | Description | Description | Date de | Date de | Signatures et remarques | Pick | |
| Avers | Revers | Valeur | Dimensions | Couleur principale | Avers | Revers | Filigrane | Émission | Retrait | Signatures et remarques | Pick | |
| --- | --- | --- | --- | --- | --- | --- | --- | --- | --- | --- | --- | --- |
| | | 25 Ptas | x mm | Noir et Crème | Deux porteurs (allégories) | | | 1er juillet 1874 | | | P-1 | |
| | | 50 Ptas | x mm | Noir et Châtain | R. Esteve | | | 1er juillet 1874 | | | P-2 | |
| | | 100 Ptas | x mm | Ocre et noir | Juan de Herrera et l'Escurial | | | 1er juillet 1874 | | | P-3 | |
| | | 500 Ptas | x mm | Noir et Crème | Francisco de Goya | | | 1er juillet 1874 | | | P-4 | |
| | | 1000 Ptas | x mm | Noir et Crème | Alonzo Cano | | | 1er juillet 1874 | | | P-5 | |
| Série 1875 - Royaume d'Espagne | | | | | | | | | | | | |
| Royaume d'Espagne | | | | | | | | | | | | |
| Image | Image | Valeur | Dimensions | Couleur principale | Description | Description | Description | Date de | Date de | Signatures et remarques | Pick | |
| Avers | Revers | Valeur | Dimensions | Couleur principale | Avers | Revers | Filigrane | Émission | Retrait | Signatures et remarques | Pick | |
| | | 25 Ptas | x mm | Gris, Vert, Rose / Vert | Buste de femme avec une serpe et des épis de blé. Allégorie de l'agriculture. | | | 1er janvier 1875 | | | P-6 | |
| | | 50 Ptas | 130 × 91 mm | Gris, vert et saumon / Rose | Velázquez | La Reddition de Breda | | 1er janvier 1875 | | | P-7 | |
| | | 100 Ptas | x mm | Gris, vert et orange / Violet | Deux buste de femmes | | | 1er janvier 1875 | | | P-8 | |
| | | 500 Ptas | x mm | Gris, rose et Bleu / Bleu | Deux buste de femmes | | | 1er janvier 1875 | | | P-9 | |
| | | 1000 Ptas | 200 x 135 mm | Beige | Deux buste de femmes, allégories du commerce et de l'Espagne | | | 1er janvier 1875 | | | P-10 | |
| Série 1940 première - État espagnol | | | | | | | | | | | | |
| Image | Image | Valeur | Dimensions | Couleur principale | Description | Description | Description | Date de | Date de | Signatures et remarques | Pick | |
| Avers | Revers | Valeur | Dimensions | Couleur principale | Avers | Revers | Filigrane | Émission | Retrait | Signatures et remarques | Pick | |
| | | 25 Ptas | | Gris bleu sur marron clair | | | | 9 janvier 1940 | | | P-116 | |
| | | 50 Ptas | | Vert sur bleu et orange | | | | 9 janvier 1940 | | | P-117 | |
| | | 100 Ptas | | Marron lilas et vert | | | | 9 janvier 1940 | | | P-118 | |
| | | 500 Ptas | | Vert foncé | | | | 9 janvier 1940 | | | P-119 | |
| | | 1000 Ptas | | Gris et marron | | | | 9 janvier 1940 | | | P-120 | |
| Série 1940 seconde - État espagnol | | | | | | | | | | | | |
| Image | Image | Valeur | Dimensions | Couleur principale | Description | Description | Description | Date de | Date de | Signatures et remarques | Pick | |
| Avers | Revers | Valeur | Dimensions | Couleur principale | Avers | Revers | Filigrane | Émission | Retrait | Signatures et remarques | Pick | |
| | | 1 Ptas | | Bleu et orange | | | | 1er juin 1940 | | | P-121 | |
| | | 1 Ptas | | Vert foncé sur violet | | | | 4 septembre 1940 | | | P-122 | |
| | | 5 Ptas | | Marron foncé et bleu vert | | | | 4 septembre 1940 | | | P-123 | |
| | | 500 Ptas | | Noir sur Vert clair / or rose | | | 21 octobre 1940 | | | P-124 | | |
| | | 1000 Ptas | | Lilas violet | | | | 21 octobre 1940 | | | P-125 | |
| Série 1943 - État espagnol | | | | | | | | | | | | |
| Image | Image | Valeur | Dimensions | Couleur principale | Description | Description | Description | Date de | Date de | Signatures et remarques | Pick | |
| Avers | Revers | Valeur | Dimensions | Couleur principale | Avers | Revers | Filigrane | Émission | Retrait | Signatures et remarques | Pick | |
| | | 1 Ptas | | Marron foncé | Ferdinand II « le Catholique » d'Aragon, | Peinture de D. Puebla, 1862 - Christophe Colomb accoste dans le Nouveau Monde (île de Guanahani- Bahamas) 1492. | | 21 mai 1943 | | | P-126 | |
| | | 5 Ptas | | Noir Multicolore | | | | 13 février 1943 | | | P-127 | |
| Série 1945 - Espagne | | | | | | | | | | | | |
| Image | Image | Valeur | Dimensions | Couleur principale | Description | Description | Description | Date de | Date de | Signatures et remarques | Pick | |
| Avers | Revers | Valeur | Dimensions | Couleur principale | Avers | Revers | Filigrane | Émission | Retrait | Signatures et remarques | Pick | |
| | | 1 Ptas | | Marron | Isabelle la Catholique | Femme indienne au premier plan, à l'arrière plan, Carte de la mer des Caraïbes (golfe du Mexique) | | 15 juin 1945 | | | P-128 | |
| | | 5 Ptas | | Noir Vert | Isabelle la Catholique et Christophe Colomb | Espagnols combattants des maures | | 15 juin 1945 | | | P-129 | |
| Série 1946 - Espagne | | | | | | | | | | | | |
| Image | Image | Valeur | Dimensions | Couleur principale | Description | Description | Description | Date de | Date de | Signatures et remarques | Pick | |
| Avers | Revers | Valeur | Dimensions | Couleur principale | Avers | Revers | Filigrane | Émission | Retrait | Signatures et remarques | Pick | |
| | | 25 Ptas | | Violet Noir | Álvaro Flórez Estrada | Pola de Somiedo | Tête grecque | 19 février 1946 | | | P-130 | |
| | | 100 Ptas | | Marron lilas | Francisco de Goya | El quitasol | Francisco de Goya | 19 février 1946 | | | P-131 | |
| | | 500 Ptas | | Bleu | Francisco de Vitoria | Université de Salamanque | Francisco de Vitoria | 19 février 1946 | | | P-132 | |
| | | 1000 Ptas | | Vert Marron | Jean Louis Vivès | Cloitre de l'université de Valence | Jean Louis Vivès | 19 février 1946 | | | P-133 | |
| Série 1947 - Espagne | | | | | | | | | | | | |
| Image | Image | Valeur | Dimensions | Couleur principale | Description | Description | Description | Date de | Date de | Signatures et remarques | Pick | |
| Avers | Revers | Valeur | Dimensions | Couleur principale | Avers | Revers | Filigrane | Émission | Retrait | Signatures et remarques | Pick | |
| | | 5 Ptas | | Marron lilas | Sénèque | | | 12 avril 1947 | | | P-134 | |
| Série 1948 - Espagne | | | | | | | | | | | | |
| Image | Image | Valeur | Dimensions | Couleur principale | Description | Description | Description | Date de | Date de | Signatures et remarques | Pick | |
| Avers | Revers | Valeur | Dimensions | Couleur principale | Avers | Revers | Filigrane | Émission | Retrait | Signatures et remarques | Pick | |
| | | 1 Ptas | 75 x 51 mm | Marron | Dame d'Elche | Branche d'Oranger | | 19 juin 1948 | | | P-135 | |
| | | 5 Ptas | 98 x 51 mm | Vert | Juan Sebastián Elcano | | | 5 mars 1948 | | | P-136 | |
| | | 100 Ptas | 127 x 76 mm | Marron | Francisco Bayeu | El Cacharrero de Francisco de Goya | Tête de Francisco de Goya | 2 mai 1948 | | | P-137 | |
| Série 1949 - Espagne | | | | | | | | | | | | |
| Image | Image | Valeur | Dimensions | Couleur principale | Description | Description | Description | Date de | Date de | Signatures et remarques | Pick | |
| Avers | Revers | Valeur | Dimensions | Couleur principale | Avers | Revers | Filigrane | Émission | Retrait | Signatures et remarques | Pick | |
| | | 1000 Ptas | 146 x 88 mm | Vert | Ramón de Santillán González | El bebedor de Francisco de Goya | | 4 novembre 1949 | | | P-138 | |
| Série 1951 - Espagne | | | | | | | | | | | | |
| Image | Image | Valeur | Dimensions | Couleur principale | Description | Description | Description | Date de | Date de | Signatures et remarques | Pick | |
| Avers | Revers | Valeur | Dimensions | Couleur principale | Avers | Revers | Filigrane | Émission | Retrait | Signatures et remarques | Pick | |
| | | 1 Ptas | 75 x 51 mm | Marron | Don Quichotte | Armes et livre | | 19 novembre 1951 | | | P-139 | |
| | | 5 Ptas | 101 x 50 mm | Vert | Jaime Balmes | Cathédrale de Vic | | 16 août 1951 | | | P-140 | |
| | | 50 Ptas | 125 x 77 mm | Rouge | Santiago Rusiñol | Jardin de Santiago Rusiñol à Aranjuez | Tête de Santiago Rusiñol | 31 décembre 1951 | | | P-141 | |
| | | 500 Ptas | 136 x 86 mm | Bleu | Mariano Benlliure | Mausolée de Julián Gayarre à Roncal du sculpteur Mariano Benlliure | | 15 novembre 1951 | | | P-142 | |
| | | 1000 Ptas | 146 x 90 mm | Vert | Joaquín Sorolla | Tableau de Joaquín Sorolla: La Fiesta del Naranjo | | 31 décembre 1951 | | | P-143 | |
| Série 1953-1957 - Espagne | | | | | | | | | | | | |
| Image | Image | Valeur | Dimensions | Couleur principale | Description | Description | Description | Date de | Date de | Signatures et remarques | Pick | |
| Avers | Revers | Valeur | Dimensions | Couleur principale | Avers | Revers | Filigrane | Émission | Retrait | Signatures et remarques | Pick | |
| | | 1 Ptas | 75 × 52 mm | Marron | Marquis de Santa Cruz amiral de Philippe II à la bataille de Lépante | Galion espagnol du XVIe siècle | | 22 juillet 1953 | | | P-144 | |
| | | 5 Ptas | 100 x 50 mm | Vert | Alphonse X | Façade de la Bibliothèque Nationale de Madrid | | 22 juillet 1954 | | | P-146 | |
| | | 25 Ptas | 110 x 67 mm | Violet | | | | 22 juillet 1954 | | | P-147 | |
| | | 100 Ptas | 127 x 78 mm | Marron | Julio Romero de Torres | La Fuensanta, tableau de Julio Romero de Torres | | 7 avril 1953 | | | P-145 | |
| | | 500 Ptas | 137 x 86 mm | Bleu | Ignacio Zuloaga | Le tableau "Vista de Toledo" d'Ignacio Zuloaga | Tête d'Ignacio Zuloaga | 22 juillet 1954 | | | P-148 | |
| | | 1000 Ptas | 145 × 90 mm | Vert | Portrait d'Isabelle et Ferdinand, les rois catholiques signé de Juan Antonio Morales | La grille de la porte de la chapelle royale de Grenade | | 29 novembre 1957 | | | P-149 | |
| Série 1965 - Espagne | | | | | | | | | | | | |
| Image | Image | Valeur | Dimensions | Couleur principale | Description | Description | Description | Date de | Date de | Signatures et remarques | Pick | |
| Avers | Revers | Valeur | Dimensions | Couleur principale | Avers | Revers | Filigrane | Émission | Retrait | Signatures et remarques | Pick | |
| | | 100 Ptas | 129 × 78 mm | Marron | Gustavo Adolfo Bécquer | Mise en scène d'un vers du poète: une dame romantique devant la cathédrale de Séville. | Tête d'une femme | 19 novembre 1965 | | | P-150 | |
| | | 1000 Ptas | 146 × 91 mm | Vert | Isidore de Séville | Statue de Isidore de Séville et la basilique de San Isidoro de León | Isidore de Séville | 19 novembre 1965 | | | P-151 | |
| Série 1970-1976 - Espagne | | | | | | | | | | | | |
| Image | Image | Valeur | Dimensions | Couleur principale | Description | Description | Description | Date de | Date de | Signatures et remarques | Pick | |
| Avers | Revers | Valeur | Dimensions | Couleur principale | Avers | Revers | Filigrane | Émission | Retrait | Signatures et remarques | Pick | |
| | | 100 Ptas | 123 × 66 mm | Marron | Manuel de Falla | L'Alhambra de Grenade | Manuel de Falla | 17 novembre 1970 | | | P-152 | |
| | | 500 Ptas | 132 × 85 mm | Bleu | Jacinto Verdaguer | Vinyoles d'Orís et Canigou | Jacinto Verdaguer | 23 juillet 1971 | | | P-153 | |
| | | 1000 Ptas | 143 × 83 mm | Vert | José de Echegaray | Banque d'Espagne | José de Echegaray | 17 septembre 1971 | | | P-154 | |
| | | 5000 Ptas | 150 × 90 mm | Rose | Charles III d'Espagne | Musée du Prado | Charles III d'Espagne | 6 février 1976 | | | P-155 | |
| Série 1979-1985 - Espagne | | | | | | | | | | | | |
| Entre 1982 et 1987 la Banque d'Espagne émet une nouvelle série de billets, dessinés par José María Cruz Novillo, qui fut gravée et imprimée par la "Fábrica Nacional de Moneda y Timbre". Les objectifs de la Banque d'Espagne était de réduire la taille des billets, de les normaliser, faciliter leur traitement mécaniquement et moderniser son image. Les nouveaux billets suivent la règle des 1-2-5. Les billets de 200 et 2000 pesetas sont introduits pour la première fois. | | | | | | | | | | | | |
| Image | Image | Valeur | Dimensions | Couleur principale | Description | Description | Description | Date de | Date de | Signatures et remarques | Pick | |
| Avers | Revers | Valeur | Dimensions | Couleur principale | Avers | Revers | Filigrane | Émission | Retrait | Signatures et remarques | Pick | |
| | | 200 Ptas | 120 × 65 mm | Orange Jaune | Leopoldo Alas | Chêne des Asturies; Croix de la Victoire et texte manuscrit extrait de La Regenta : ".. el Confín, una montaña que escondía sus crestas en las nubes y caía a pico sobre valles ocultos."                                                                                       | Leopoldo Alas | 16 septembre 1980 | | | P-156 | |
| | | 500 Ptas | 129 × 70 mm | Bleu | Rosalía de Castro | Maison de Rosalía de Castro; texte manuscrit extrait de Follas novas : Non "follas novas"; ramallo de toxos e silvas sós: irta, como as miñas penas; feras como a miña dor. | Rosalía de Castro | 23 octobre 1979 | | | P-157 | |
| | | 1000 Ptas | 138 × 75 mm | Vert | Benito Pérez Galdós | Les cañadas du Teide; une carte des Canaries; le dragonnier millénaire de Icod de los Vinos; texte manuscrit extrait de Zaragoza : "... y entre los muertos habrá siempre una lengua viva para decir que Zaragoza no se rinde..."                                               | Benito Pérez Galdós | 23 octobre 1979 | | | P-158 | |
| | | 2000 Ptas | 147 × 80 mm | Orange Rouge | Buste de Juan Ramón Jiménez | Façade de Moguer; texte manuscrit extrait de Alegría Nocturna : "¡Allá va el olor de la rosa! ¡Cójela en tu sinrazón!" | Juan Ramón Jiménez | 22 juillet 1980 | | | P-159 | |
| | | 5000 Ptas | 156 × 85 mm | Marron | Juan Carlos Ier d'Espagne | Palais royal de Madrid et texte manuscrit extrait du discours du 23 juillet 1977 de Juan Carlos Ier : "Para la Corona y para los demás órganos del estado, todas las aspiraciones son legítimas, y todas deben, en beneficio de la comunidad, limitarse recíprocamente"         | Juan Carlos Ier d'Espagne | 23 octobre 1979 | | | P-160 | |
| | | 10000 Ptas | 165 × 85 mm | Gris | Juan Carlos Ier d'Espagne | Felipe Prince de Asturies; l'Escurial; et texte manuscrit signé du Prince de Asturies : "... que todos y cada uno, desde el puesto que nos corresponde, podamos cumplir nuestra misión en la paz, en la libertad y en la justicia, para el engrandecimiento de nuestra Patria." | Trois fleurs de lys sous une couronne, le tout entouré par l'Ordre de la Toison d'or | 24 septembre 1985 | | | P-161 | |
| Série 1992 - Espagne | | | | | | | | | | | | |
| En 1992, la Banque d'Espagne a publié sa dernière série avant l'introduction de l'Euro. Les billets ont été faits par l'artiste graphique Reinhold Gerstetter et imprimé par la "Fábrica Nacional de Moneda y Timbre". L'objectif de la Banque d'Espagne, la question de cette nouvelle série était de renforcer la sécurité à travers des micro-texte imprimé et indices visible uniquement avec une loupe. Cette série de billets combine des éléments artistiques espagnols et américains pour célébrer en 1992 le 500e anniversaire de la découverte de l'Amérique par Christophe Colomb. | | | | | | | | | | | | |
| Image | Image | Valeur | Dimensions | Couleur principale | Description | Description | Description | Date de | Date de | Signatures et remarques | Pick | |
| Avers | Revers | Valeur | Dimensions | Couleur principale | Avers | Revers | Filigrane | Émission | Retrait | Signatures et remarques | Pick | |
| | | 1000 Ptas | 130 x 65 mm | Vert | | | | 12 octobre 1992 | | | P-163 | |
| | | 2000 Ptas | 138 x 68 mm | Orange Rouge | Botaniste et mathématicien espagnol José Celestino Mutis (6 avril 1732 - 11 septembre 1808). | Portail d'entrée néoclassique des jardins botaniques royaux de Madrid. | | 24 avril 1992 | | | P-162 P-164 | |
| | | 5000 Ptas | 146 x 71 mm | Marron | | | | 12 octobre 1992 | | | P-165 | |
| | | 10000 Ptas | 154 x 74 mm | Gris | | | | 12 octobre 1992 | | | P-166 | |
| Série Euro 2002 - Europe | | | | | | | | | | | | |
| Première série de billets en euros. | | | | | | | | | | | | |
| Image | Image | Valeur | Dimensions | Couleur principale | Description | Description | Description | Date de | Date de | Signatures et remarques | Pick | |
| Avers | Revers | Valeur | Dimensions | Couleur principale | Avers | Revers | Filigrane | Émission | Retrait | Signatures et remarques | Pick | |
| | | 5 € | 120 × 65 × 0,12 mm | Gris | Architecture romaine | Architecture romaine et carte de l'Europe | | 1er janvier 2002 | | | | |